# Electric (Darin)
Electric è un singolo di Darin, pubblicato il 22 marzo 2024.

## Video musicale
Il video musicale è stato diretto da Gustav Stegfors, pubblicato il 4 aprile 2024.

## Tracce
1. Electric – 2:52